# 1992 SC24
1992 SC24 är en asteroid i huvudbältet som upptäcktes den 29 september 1992 av den amerikanske astronomen Henry E. Holt vid Palomarobservatoriet.
Asteroiden har en diameter på ungefär 4 kilometer och den tillhör asteroidgruppen Vesta.